# Emilio Butragueño ¡Fútbol!
Emilio Butragueño ¡Fútbol!, semplificato in Emilio Butragueño Futbol a video, è un videogioco di calcio pubblicato nel 1988 per Amstrad CPC, Commodore 64, MSX, MS-DOS e ZX Spectrum. Prende il nome da Emilio Butragueño, all'epoca un noto calciatore del Real Madrid.
Pubblicato dalla spagnola Topo Soft in collaborazione con Ocean Software, è il primo videogioco di calcio realizzato da un'azienda spagnola. Topo Soft acquisì il prodotto da Animagic, piccola azienda appena nata da una scissione da Topo Soft stessa, che lo aveva sviluppato ispirandosi al videogioco arcade Tehkan World Cup.

## Modalità di gioco
Non ci sono tornei, si può disputare solo una partita singola, a due giocatori o contro il computer, tra due squadre anonime. La durata della partita è regolabile solo su Commodore 64 e DOS e il livello di difficoltà solo in DOS.
La visuale è dall'alto, su una piccola parte del campo alla volta, con scorrimento dello schermo in tutte le direzioni. Esternamente è disponibile una minimappa dell'intero campo.
È il primo videogioco di calcio in cui sono effettivamente presenti in campo 11 giocatori per parte, nonché arbitro e guardalinee.
Il calciatore controllato di volta in volta dal giocatore o dal computer è selezionato automaticamente e identificato da frecce e dalla minimappa, anche quando si trova fuori schermo. Può calciare a diverse intensità ed effettuare scivolate per rubare palla.
Sono possibili falli e cartellini gialli e rossi.

## Accoglienza
Nella nativa Spagna, Emilio Butragueño ¡Fútbol! è il videogioco per sistemi a 8 bit più venduto della storia. Le vendite in patria arrivarono a 100 000 copie.
La critica dell'epoca non lo recensì molto spesso, comunque ottenne un giudizio molto buono dalla rivista spagnola MicroHobby (ZX Spectrum), Micromanía (Amstrad CPC) ne apprezzò i dettagli innovativi, e fu consigliato, anche se non al livello di un classico, dall'argentina Load MSX (MSX).

## Seguito
Emilio Butragueño ¡Fútbol! ebbe un seguito nel 1989, Emilio Butragueño 2 per Amstrad CPC, MSX e ZX Spectrum, ma si trattava in realtà di una raccolta di due titoli già pubblicati, Gary Lineker's Hot-Shot! e Gary Lineker's Superskills, con la modifica dell'intitolazione dal calciatore britannico Gary Lineker a Emilio Butragueño per il mercato spagnolo.